# Siegfried Strakosch
Siegfried Strakosch von Feldringen (* 19. Mai 1867 in Brünn; † 19. April 1933 in Abbazia) war ein österreichischer Industrieller und Agrarfachmann.

## Leben
Siegfried Strakosch entstammte der alten, angesehenen Brünner Industriellenfamilie Strakosch und war ein Sohn von Isidor Strakosch (1825–1902). Wie sein Vater sollte auch Siegfried in dem bereits um 1800 gegründeten Betrieb Gebrüder Strakosch, wo dieser Teilhaber war, mitarbeiten. Im Alter von 14 Jahren verließ er daher das Gymnasium. Nach Ableistung des Militärdienstes als Einjährig-Freiwilliger wurde er auch Teilhaber des Vaters. Er heiratete Rosa Schwarz, mit der er einen Sohn Georg hatte.
Im Jahr 1900 übernahm sein Vater unter Aufgabe der Textilindustrie mit Felix Strakosch die Zuckerfabrik Hohenau in Niederösterreich. Dabei handelte es sich aber nicht nur um die Zuckererzeugung, sondern auch um die landwirtschaftlichen Betriebe mit etwa 5000 ha. Durch das Alter des Vaters bedingt, fiel ihm schon sehr viel Verantwortung im neuen Betrieb zu. Als dieser kurz darauf im Jahr 1902 starb, wurde er auch Mitinhaber der Firma.
Da die Zuckerproduktion und auch der Zuckerrübenanbau für Strakosch eine vollkommen neue Materie darstellte, suchte er nach Weiterbildung auf diesem Gebiet. So belegte er als außerordentlicher Hörer Vorlesungen an der Technischen Hochschule und an der Universität Wien bei verschiedenen Professoren wie Wiesner, Wettstein, Hatschek, Lieben oder Müller. Mit Professor Wiesner unternahm er auch Studienreisen in die Vereinigten Staaten.
Strakosch betrieb diese Studien mit einer derartigen Intensität, dass man auch unter Fachleuten auf seine Arbeiten aufmerksam wurde. 1905 erschien sein erstes Buch „Amerikanische Landwirtschaft, eine Reisestudie“. 1906 schrieb er eine Arbeit über den Einfluss des Sonnenlichtes auf die Entwicklung der Rüben. Es folgten noch weitere Arbeiten, in denen er sich auch mit den Zusammenhängen verschiedener Böden und dem Wachstum gleicher Pflanzen darauf beschäftigte.
Im Jahr 1903 übersiedelte Strakosch nach Wien-Döbling, von wo er sowohl das Zuckerwerk als auch die Landwirtschaften leitete. 1907 starb seine Frau. 1909 heiratete er seine zweite Frau Wally. Mit ihr hatte er zwei Töchter, Christl und Lilly, die spätere Ehefrau von Heinrich Schnitzler, und einen Sohn, Hans.
Neben den geschäftlichen Bereichen beschäftigte sich Strakosch immer mehr auch agrarpolitisch. So wurde er nach und nach zu einem der einflussreichsten Berater des Ackerbauministeriums und anderer Regierungsstellen. Seine Wertschätzung und Anerkennung führte dazu, dass ihn Kaiser Franz-Joseph in den erblichen Adelstand mit dem Prädikate Edler von Feldringen erhob. Für seine wissenschaftlichen Leistungen wurde ihm 1913 von der Hochschule für Bodenkultur das Ehrendoktorat verliehen, wobei ihm diese Auszeichnung noch viel mehr bedeutete. 1929 wurde er zum korrespondierenden Mitglied der Tschechoslowakischen Akademie der Landwirtschaft in Prag ernannt.
Er stellte viele agrarpolitischen Überlegungen an, die zwar nach dem Ersten Weltkrieg ihre Bedeutung verloren, aber von ihm wieder neu überdacht wurden. Dieses spiegelt sich in einer Vielzahl von Werken wider. Er galt als absoluter Liberaler in der Agrarwirtschaft und sprach sich gegen alle Subventionen aus. Diese und Schutzzölle dürften nur eine Übergangslösung für eine freie globale Landwirtschaft sein.

## Werke
- Amerikanische Landwirtschaft, eine Reisestudie, 1905
- Über den Einfluß des Sonnen- und des diffusen Tageslichts auf die Entwicklung von Beta vulgaris, 1906
- Das Problem der ungleichen Arbeitsleistung unserer Kulturpflanzen, 1907
- Der Werdegang des Rohzuckers in der Zuckerrübe, 1908
- Bodenökonomie und Wirtschaftspolitik, 1908
- Erwachende Agrarländer, 1910
- Der Selbstmord eines Volkes, 1922